# Zapasy na Letnich Igrzyskach Olimpijskich 1996 – kategoria do 100 kg w stylu klasycznym
Zmagania mężczyzn do 100 kg to jedna z dziesięciu męskich konkurencji w zapasach w stylu klasycznym rozgrywanych podczas Letnich Igrzysk Olimpijskich 1996. Pojedynki w tej kategorii wagowej odbyły się w dniach 20 – 21 lipca.

## Klasyfikacja[1]
| Pozycja | Nazwisko                | Kraj              |
| ------- | ----------------------- | ----------------- |
| 1       | Andrzej Wroński         | Polska            |
| 2       | Siarhiej Lisztwan       | Białoruś          |
| 3       | Mikael Ljungberg        | Szwecja           |
| 4       | Tejmuraz Ediszeraszwili | Rosja             |
| 5       | Héctor Milián           | Kuba              |
| 6       | Igor Grabovețchi        | Mołdawia          |
| 7       | Heorhij Sałdadze        | Ukraina           |
| 8       | Todor Manow             | Bułgaria          |
| 9       | Takashi Nonomura        | Japonia           |
| 10      | Stipe Damjanović        | Chorwacja         |
| 11      | Urs Bürgler             | Szwajcaria        |
| 12      | Jason Gleasman          | Stany Zjednoczone |
| 13      | Giuseppe Giunta         | Włochy            |
| 14      | Bakur Gogitidze         | Gruzja            |
| 15      | Emilio Suárez           | Wenezuela         |
| 16      | Ba Yanchuan             | Chiny             |
| 17      | Colbie Bell             | Kanada            |
| .       | Juan Giraldo            | Kolumbia          |
| .       | Muhammad al-Basri       | Maroko            |
| .       | Muhammad Nawwar         | Tunezja           |

## Zasady[2]
- TO — Łopatki
- PP — Na punkty (Pokonany zdobył punkty)
- PO — Na punkty (Pokonany bez punktów)
- PA — Kontuzja
- ST — Przewaga (10 punktów różnicy, pokonany bez punktów)
- SP — Przewaga (10 punktów różnicy, pokonany zdobył punkty)

## Wyniki

### Runda 1
|                         | Wynik |                   | Punkty |
| 1/16                    | 1/16  | 1/16              | 1/16   |
| ----------------------- | ----- | ----------------- | ------ |
| Takashi Nonomura        | 0–10  | Mikael Ljungberg  | 0–4 ST |
| Stipe Damjanović        | 6–0   | Muhammad al-Basri | 3–0 PO |
| Tejmuraz Ediszeraszwili | 6–0   | Emilio Suárez     | 3–0 PO |
| Juan Giraldo            | 0–4   | Heorhij Sałdadze  | 0–4 TO |
| Siarhiej Lisztwan       | 2–0   | Todor Manow       | 3–0 PO |
| Jason Gleasman          | 15–2  | Ba Yanchuan       | 4–1 SP |
| Héctor Milián           | 12–0  | Colbie Bell       | 4–0 ST |
| Giuseppe Giunta         | 1–1   | Bakur Gogitidze   | 3–1 PP |
| Igor Grabovețchi        | 4–1   | Urs Bürgler       | 3–1 PP |
| Andrzej Wroński         | 10–0  | Muhammad Nawwar   | 4–0 ST |

### Runda 2
|                         | Wynik |                   | Punkty |
| 1/8                     | 1/8   | 1/8               | 1/8    |
| ----------------------- | ----- | ----------------- | ------ |
| Mikael Ljungberg        | 5–0   | Stipe Damjanović  | 3–0 PO |
| Tejmuraz Ediszeraszwili | 3–6   | Heorhij Sałdadze  | 1–3 PP |
| Siarhiej Lisztwan       | 3–0   | Jason Gleasman    | 3–0 PO |
| Héctor Milián           | 3–0   | Giuseppe Giunta   | 3–0 PO |
| Igor Grabovețchi        | 0–0   | Andrzej Wroński   | 0–3 PO |
| Repasaże                |       |                   |        |
| Takashi Nonomura        | 10–0  | Muhammad al-Basri | 4–0 ST |
| Emilio Suárez           | 3–0   | Juan Giraldo      | 3–0 PO |
| Todor Manow             | 4–0   | Ba Yanchuan       | 3–0 PO |
| Colbie Bell             | 0–3   | Bakur Gogitidze   | 0–3 PO |
| Urs Bürgler             | 11–0  | Muhammad Nawwar   | 4–0 ST |

### Runda 3
|                         | Wynik |                  | Punkty |
| 1/4                     | 1/4   | 1/4              | 1/4    |
| ----------------------- | ----- | ---------------- | ------ |
| Mikael Ljungberg        | 5–0   | Heorhij Sałdadze | 4–0 TO |
| Siarhiej Lisztwan       |       | Bez walki        |        |
| Héctor Milián           |       | Bez walki        |        |
| Andrzej Wroński         |       | Bez walki        |        |
| Repasaże                |       |                  |        |
| Takashi Nonomura        | 3–0   | Emilio Suárez    | 3–0 PO |
| Todor Manow             | 3–0   | Bakur Gogitidze  | 3–0 PO |
| Urs Bürgler             | 3–6   | Stipe Damjanović | 1–3 PP |
| Tejmuraz Ediszeraszwili | 4–1   | Jason Gleasman   | 3–1 PP |
| Giuseppe Giunta         | 2–3   | Igor Grabovețchi | 1–3 PP |

### Runda 4
|                  | Wynik    |                         | Punkty   |
| Półfinał         | Półfinał | Półfinał                | Półfinał |
| ---------------- | -------- | ----------------------- | -------- |
| Mikael Ljungberg | 1–2      | Siarhiej Lisztwan       | 1–3 PP   |
| Héctor Milián    | 0–2      | Andrzej Wroński         | 0–3 PO   |
| Repasaże         |          |                         |          |
| Takashi Nonomura | 0–2      | Todor Manow             | 0–3 PO   |
| Stipe Damjanović | 0–5      | Tejmuraz Ediszeraszwili | 0–3 PO   |
| Igor Grabovețchi | 2–2      | Heorhij Sałdadze        | 3–1 PP   |

### Runda 5
|                  | Wynik    |                         | Punkty   |
| Repasaże         | Repasaże | Repasaże                | Repasaże |
| ---------------- | -------- | ----------------------- | -------- |
| Todor Manow      | 1–3      | Tejmuraz Ediszeraszwili | 1–3 PP   |
| Igor Grabovețchi |          | Bez walki               |          |

### Runda 6
|                         | Wynik    |                  | Punkty   |
| Repasaże                | Repasaże | Repasaże         | Repasaże |
| ----------------------- | -------- | ---------------- | -------- |
| Mikael Ljungberg        | 5–0      | Igor Grabovețchi | 4–0 PA   |
| Tejmuraz Ediszeraszwili | 1–0      | Héctor Milián    | 3–0 PO   |

### Finały[12]
|                   | Wynik            |                         | Punkty           |
| O siódme miejsce  | O siódme miejsce | O siódme miejsce        | O siódme miejsce |
| ----------------- | ---------------- | ----------------------- | ---------------- |
| Todor Manow       | WO               | Heorhij Sałdadze        | 0–4 PA           |
| O piąte miejsce   |                  |                         |                  |
| Igor Grabovețchi  | WO               | Héctor Milián           | 0–4 PA           |
| O brązowy medal   |                  |                         |                  |
| Mikael Ljungberg  | 3–0              | Tejmuraz Ediszeraszwili | 4–0 TO           |
| Finał             |                  |                         |                  |
| Siarhiej Lisztwan | 0–0              | Andrzej Wroński         | 0–3 PO           |